# Agricultura en el Imperio del Japón

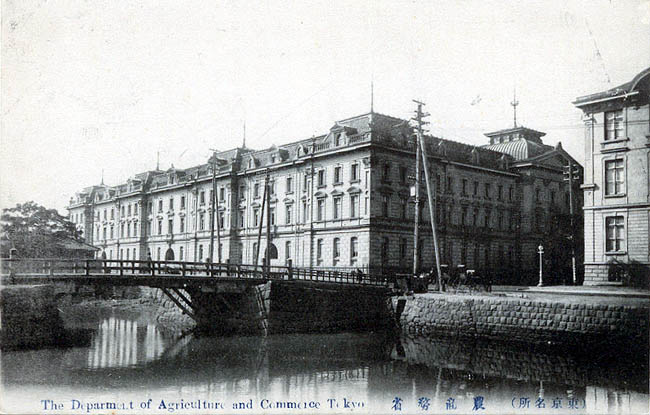
Ministerio de Agricultura de Tokio, anterior a 1923.

La agricultura en el Imperio del Japón fue un componente importante de la economía japonesa anterior a la guerra. Aunque Japón tenía solo el 16% de su área de tierra bajo cultivo antes de la Guerra del Pacífico, más del 45% de los hogares vivían de la agricultura. La tierra cultivada japonesa se dedicó principalmente al arroz, que representó el 15% de la producción mundial de arroz en 1937.

## Desarrollo histórico

### Era Meiji
Después del final del shogunato Tokugawa con la restauración Meiji de 1868, la agricultura japonesa estaba dominada por un sistema de arrendamiento. El gobierno Meiji basó su programa de industrialización en los ingresos fiscales de la propiedad privada de la tierra, y la Reforma del Impuesto de tierras de 1873 aumentó el proceso de terrateniente, y muchos agricultores fueron confiscados debido a la imposibilidad de pagar los nuevos impuestos.
Esta situación empeoró por la política fiscal deflacionaria de Matsukata de 1881-1885, que deprimió severamente los precios del arroz, lo que condujo a más quiebras e incluso a levantamientos rurales a gran escala contra el gobierno. Al final del período Meiji, más del 67% de todas las familias campesinas fueron conducidas a la tenencia y la productividad agrícola se estancó. Como los inquilinos se veían obligados a pagar más de la mitad de su cosecha como alquiler, a menudo se veían obligados a enviar esposas e hijas a fábricas textiles o vender hijas a la prostitución para pagar los impuestos.
A principios del período Meiji, los terratenientes recaudaron una alta tasa de renta en especie, en lugar de efectivo y, en consecuencia, desempeñaron un papel importante en el desarrollo de la agricultura, ya que a los arrendatarios les resultaba difícil obtener capital. Poco a poco, con el desarrollo de cultivos comerciales para complementar el pilar principal del arroz, y el crecimiento del capitalismo en general desde principios del siglo XX en adelante, las cooperativas agrícolas y el gobierno asumieron el papel al proporcionar subsidios agrícolas, préstamos y educación en nuevas técnicas agrícolas.
Las primeras cooperativas agrícolas se establecieron en 1900, después de que su creación fuera debatida en la Dieta de Japón por Shinagawa Yajirō e Hirata Tosuke como un medio para modernizar la agricultura japonesa y adaptarla a una economía monetaria. Estas cooperativas sirvieron en áreas rurales como cooperativas de crédito, cooperativas de compra y asistieron en la comercialización y venta de productos agrícolas.

### Era Taishō
La Asociación Agrícola Imperial (帝国農会, Teikoku Nokai) fue una organización central para las cooperativas agrícolas en el Imperio de Japón. Fue establecido en 1910 y brindó asistencia a cooperativas individuales mediante la transmisión de investigaciones agrícolas y facilitando la venta de productos agrícolas. La Asociación Agrícola Imperial estaba en la cima de una estructura de tres niveles del sistema nacional-prefectural-local de cooperativas agrícolas. Esta organización fue de vital importancia después de que los mercados nacionales se consolidaron bajo el control del gobierno después de los disturbios por el arroz de 1918 y la creciente crisis económica de finales de la década de 1920. El aumento de las disputas de los inquilinos y los problemas con el terrateniente también condujeron a una mayor regulación gubernamental.
Después de los disturbios por el arroz de 1918, muchos campesinos quedaron bajo la influencia del movimiento obrero urbano con ideas socialistas, comunistas y / o agrarias, lo que creó serios problemas políticos. No solo la Familia Imperial de Japón y los zaibatsu eran terratenientes importantes, sino que hasta 1928, un requisito de impuesto sobre la renta limitó severamente el derecho al voto, limitando los escaños en la Dieta de Japón solo a las personas ricas. En 1922, se formó el Nihon Nomin Kumiai (Unión de Agricultores de Japón) para la negociación colectiva de los derechos de los cultivadores y las rentas reducidas.

### Era Shōwa
En la década de 1930, el crecimiento de la economía urbana y la huida de los agricultores a las ciudades debilitaron gradualmente el dominio de los propietarios. Los años de entreguerras también vieron la rápida introducción de la agricultura mecanizada y la suplementación de fertilizantes animales naturales con fertilizantes químicos y fosfatos importados.
Con el crecimiento de la economía de tiempos de guerra, el gobierno reconoció que el latifundismo era un impedimento para aumentar la productividad agrícola, y tomó medidas para aumentar el control sobre el sector rural mediante la formación de la Asociación Agrícola Central (中央農会, Chuo Nokai) en 1943, que era una organización obligatoria bajo la economía de guerra para forzar la implementación de políticas agrícolas del gobierno. Otro deber de la organización era asegurar el suministro de alimentos a los mercados locales y al ejército. Fue disuelto después de la Segunda Guerra Mundial.

## Agricultura
La tierra cultivada en 1937 era de 14.940.000 acres (60.460 km²), lo que representaba el 15,8% de la superficie total japonesa, en comparación con 10.615.000 acres (42.957 km²) o el 40% en Ohio (EE. UU.), O 12.881.000 acres (52.128 km²) o el 21% en Inglaterra. La proporción de tierra cultivada aumentó del 11,8% en 1887 al 13,7% en 1902, y del 14,4% en 1912 al 15,7% en 1919. Esto cayó al 15,4% en 1929. Había 5.374.897 agricultores en un promedio de 2,67 acres (11.000 m²) por familia, en comparación con cualquier familia de agricultores estadounidenses con 155 acres (627.000 m²). Estos fueron más grandes en Hokkaidō y Karafuto y se redujeron en 2 acres (8.000 m²) en el área suroeste. El intenso cultivo, los fertilizantes y el desarrollo científico elevaron el rendimiento a 43 bushels por acre (2,89 t/ha) en 1936.
En algunas partes del sur de Japón, el clima subtropical favoreció una doble cosecha. Otros cereales importantes fueron trigo, maíz, centeno, cebada de mijo; patatas y algo de producción de soja.

## Estado por región geográfica

### Territorios en el norte
Las islas Chishima, escasamente pobladas, tenían un clima inclemente para cualquier cosa que no fuera la agricultura a pequeña escala; La economía se basaba en la pesca, la caza de ballenas y la cosecha de pieles y carne de reno.
Karafuto también tuvo un clima severo que dificultó el cultivo, junto con suelos podzólicos inadecuados. La agricultura a pequeña escala se desarrolló en el sur, donde la tierra era apta para patatas, avena, centeno, forraje y vegetales. Solo el 7% de Karafuto era cultivable. La cría de ganado fue bastante importante. Los experimentos agrícolas con arroz fueron parcialmente exitosos. A través de las políticas gubernamentales, los agricultores capaces de Hokkaidō y el norte de Honshū recibieron 12,5 acres (51.000 m²) a 25 acres (100.000 m²) de tierra y una casa para establecerse en Karafuto, y así la cantidad de tierra cultivada y la población japonesa aumentó constantemente a través de las décadas de 1920 y 1930. Para 1937, 10.811 familias cultivaban 86.175 acres (348,74 km²), en comparación con 8.755 familias que cultivaban 179,9 km² en 1926.

### Hokkaidō
Hokkaidō fue un área objetivo para el desarrollo agrícola desde el comienzo del período Meiji, con el establecimiento de la Oficina de colonización de Hokkaidō y con la asistencia de numerosos asesores extranjeros que introdujeron nuevos cultivos y nuevas técnicas agrícolas. Las granjas de Hokkaidō promediaron 11 acres (48.000 m²), más de cuatro veces más en Japón. A pesar de los esfuerzos para cultivar arroz en aproximadamente el 60% de la tierra cultivable en el territorio, el clima y los suelos no fueron favorables y los rendimientos fueron bajos. Otros cultivos incluyen avena, patatas, verduras, centeno y trigo, así como la horticultura extensiva. La industria láctea era importante, al igual que la cría de caballos para uso de la caballería del ejército imperial japonés.
Los hogares de agricultores eran de 2.000.000 y el gobierno mencionó la posibilidad de establecer otro 1.000.000.

### Honshū
Las granjas tenían de 3,5 a 4 acres (14.000 a 16.000 m²), para arroz, papas, arroz y centeno. El norte de Honshū produjo el 75% de las manzanas de Japón; Otros productos incluyen cerezas y caballos. El centro de Honshū cultivaba arroz y productos especiales, incluyendo morera blanca (para gusanos de seda) en Suwa, té, (en Shizuoka), daikon en Aichi y también centeno, arroz, uvas para vino, etc.

### Shikoku y Kyūshū
Debido a las condiciones subtropicales, las islas Shikoku y Kyūshū estaban dominadas por los cultivos tradicionales de arroz y batata. Otros cultivos importantes incluyen caña de azúcar, plátanos, cítricos japoneses, tabaco, taro y frijoles. Otros productos obtenidos en las tierras altas incluyen centeno, trigo, colmenillas, seda y ganadería (caballos y vacas).

### Ryūkyūs
Las islas tropicales de Ryūkyū, con su área cultivable limitada, tenían una agricultura de subsistencia basada principalmente en arroz, batatas, caña de azúcar y frutas.

### Taiwán
Con una gran población étnica china, los métodos y productos agrícolas en Taiwán eran de estilo chino, dominando el cultivo de arroz y la batata. Los cultivos comerciales incluían frutas y té, yute y ramio. (La tierra cultivada era de 2.116.174 acres (8.563.85 km²) a una densidad de 1.576 habitantes por milla cuadrada en 1937.
El gobierno central hizo un fuerte énfasis en el desarrollo de la industria de la caña de azúcar, y Taiwán satisfizo el 42% de la demanda de azúcar crudo de Japón. El consumo de azúcar en Japón creció de 7 kg en 1918 a 14 kg en 1928.
El gobierno central también puso gran énfasis en el desarrollo de productos forestales. La madera de alcanfor se recolectó de bosques o plantaciones bajo un monopolio gubernamental (la "Compañía de Manufacturas de Formosa" de 1899).

### Mandato del Pacífico Sur
Las condiciones tropicales ecuatoriales de las islas del Mandato del Pacífico Sur apoyaron el cultivo de cocos, taro, batatas, tapioca, plátanos, piñas y arroz, para uso y exportación local. La industria de la caña de azúcar recibió un fuerte énfasis por parte del gobierno central, con el azúcar principal en Saipán y Palaos. Sin embargo, el área de tierra cultivable muy limitada del Mandato del Pacífico Sur significaba que la pesca y la caza de ballenas seguían siendo económicamente más importantes.

### Filipinas
Antes de la Guerra del Pacífico había un pequeño asentamiento japonés en Dávao, en el sur de la isla de Mindanao, que trabajaba con empresas privadas japonesas para cultivar abacá para el cáñamo de Manila. Este fue el principal centro de cultivo en la región, con cultivo de caña de azúcar, piña, plátanos, batata y otros cultivos tropicales. El cultivo de abacá excedió el cultivo de caña de azúcar en el área pero no en valor. El 25% fue enviado a los Estados Unidos. El ágave también se exportó a EE. UU. y Japón.